# Лубоцкий, Марк Давыдович
Марк Давыдович Лубоцкий (18 мая 1931, Ленинград — 13 марта 2021, Гамбург) — советский и немецкий скрипач, музыкальный педагог, писатель
, мемуарист.

## Биография
Родился в Ленинграде в семье хирурга Давида Наумовича Лубоцкого (1899—1967), уроженца местечка Докшицы Борисовского уезда Минской губернии, доцента кафедры топографической анатомии Московского медицинского института имени Н. И. Пирогова, автора учебников «Основы топографической анатомии» (1953) и многократно переиздававшейся «Оперативной хирургии и топографической анатомии». Племянник начальника кафедры военно-химического дела Военно-медицинской академии РККА имени С. М. Кирова, военврача 2-го ранга Марка Наумовича Лубоцкого (1901—1937, расстрелян). В 1938 поступил в Центральную музыкальную школу в Москве, с 1949 года учился в Московской консерватории в классе профессора Абрама Ямпольского; в аспирантуре учился у Давида Ойстраха; преподавал в институте им. Гнесиных. Дружил с Альфредом Шнитке, был первым исполнителем двух его скрипичных концертов и скрипичных сонат (Шнитке посвятил Лубоцкому концерт и три сонаты).
В 1976 году эмигрировал из СССР в Нидерланды, потом переехал в Германию. Преподавал в консерватории им. Свелинка в Амстердаме, с 1986 года в Гамбургской Высшей школе музыки, в международной академии Шнитке, Гамбург. Среди его учеников Лиза Батиашвили, Антон Бараховский. Давал мастер-курсы в Тохо-университете Токио, Оклендском университете (Новая Зеландия), Гилдхоллской музыкальной школе в Лондоне, Санкт-Петербургской консерватории, академии Яна Сибелиуса в Хельсинки, а также в Гётеборге.
Концертировал в Европе, США, Японии, Австралии и Новой Зеландии. В последние годы неожиданно выступил как писатель, опубликовав роман «Скрипкиада» (2006) и повесть «Непреклонная» (2009).
Два сына — нидерландский лингвист Александр Маркович Лубоцкий и Давид Маркович Лубоцкий.

## Репертуар
В репертуаре Лубоцкого — Бах, Моцарт, Бетховен, Брамс, Эрнест Шоссон, Бриттен, Рославец, Прокофьев, Шнитке.

## Творческие контакты
Выступал вместе с дирижёрами: Кириллом Кондрашиным, Бенджаменом Бриттеном, Эженом Орманди, Мстиславом Ростроповичем, Евгением Светлановым, Бернардом Хайтинком, Геннадием Рожденственским, Куртом Зандерлингом, Нееми Ярви и другими.
Среди постоянных партнёров Лубоцкого — Нобуко Имаи, Ольга Лубоцкая, Владимир Сканави, Мирей Глез.

## Литературная деятельность
В 2006 году опубликовал автобиографический роман «Скрипкиада». В 2009 году вышла его вторая книга — повесть «Непреклонная», героиня которой — Дора Лека, композитор и поэт, женщина потрясающе драматичной судьбы.

## Публикации
- Скрипкиада. М.: Текст, 2006.
- Непреклонная. СПб.: Композитор — СПб., 2009.
- Бессмертие листа клёна. СПб.: Композитор — СПб., 2015.